# Boeing 367-80

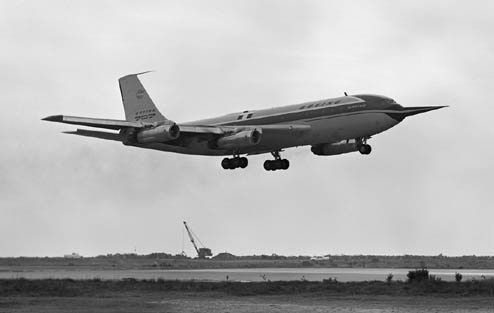
Een Boeing 367-80

De Boeing 367-80, binnen Boeing ook wel "Dash 80" genoemd, was een demonstratievliegtuig voor jettransport. Het project werd in 1952 gelanceerd en in 1954 was het eerste model klaar. De projectkosten bedroegen 16 miljoen dollar. Op dat moment was het een grote gok voor Boeing, want ze hadden nog geen kopers voor het project. 
De aanduiding was een desinformatietactiek van Boeing. "367" was Boeings modelnummer van de Boeing C-97 Stratofreighter, een vliegtuig van de vorige generatie waar de Dash 80 niets mee te maken had. De Dash 80 had zelfs meer gemeen met de Boeing Boeing B-47 Stratojet. 
Het vliegtuig heeft vier straalmotoren en wordt gekenmerkt door de geel-bruine kleur en de typische punt boven op het staartvlak, kenmerkend voor alle Boeings 707.
De Dash 80 wordt vaak genoemd als het prototype voor de Boeing KC-135 Stratotanker en de Boeing 707 . De Dash 80 echter was gemaakt als demonstratievliegtuig, ondanks positieve gedachten bij Boeings financiële afdeling. Weinig gereedschappen gemaakt voor de Dash 80 konden gebruikt worden voor de 707, omdat zowel de romp als de vleugels vergroot moesten worden om te voldoen aan de eisen van de luchtvaartmaatschappijen. Om het mogelijk te maken 6 stoelen naast elkaar te monteren met een gangpad ertussen, moest de romp 150 mm breder worden gemaakt. De extra kosten die dit meebracht leidden ertoe dat de 707 pas een paar jaar later winstgevend werd dan zonder de aanpassingen. Voor de KC-135 waren minder aanpassingen nodig.
Voor de bouw van de Dash 80 probeerde Boeing luchtvaartmaatschappijen en de luchtmacht ervan te overtuigen dat dit een vliegtuig zou zijn dat handig was en economisch. Deze potentiële klanten waren niet overtuigd, omdat ze geen ervaring hadden met vliegtuigen met straalmotoren en, in het geval van de luchtvaartmaatschappijen, nog succesvol waren met vliegtuigen met zuigermotoren, zoals de Douglas DC-4, Douglas DC-7, Boeing 377 en de Lockheed Constellation. Boeing besloot dat de enige manier om de potentiële klanten over te halen was door ze een compleet vliegtuig te laten zien. Bill Allen, toenmalig president van Boeing, nodigde vertegenwoordigers uit van de Aircraft Industries Association (AIA) en de International Air Transport Association voor de Seafair and Gold Cup Hydroplane Races, gehouden op Lake Washington bij Seattle op 6 augustus 1955. De Dash 80 zou een simpele fly-over doen, maar in plaats daarvan verbaasde de testpiloot, Alvin "Tex" Johnston, het publiek met een 'barrel roll', het vliegtuig over de lengte-as 360° laten draaien.
Het prototype werd op 14 mei 1954 ingezegend door Bertha Boeing, de vrouw van William Boeing, oprichter van de Boeing Company. De eerste vlucht was op 15 juli 1954 en haar laatste was toen ze naar Dulles International Airport werd gevlogen op 27 augustus 2003, na door Boeing weer helemaal gerestaureerd te zijn. De Dash 80 staat tegenwoordig tentoongesteld in Chantilly (Virginia, VS), meer bepaald in het Smithsonian National Air and Space Museum Steven F. Udvar-Hazy Center nabij de internationale luchthaven van Washington D.C., Dulles International.

## Specificaties
- Bemanning: 4, Piloot, Eerste Officier, Boordwerktuigkundige, Navigator
- Lengte: 39,02 m
- Spanwijdte: 39,4 m
- Hoogte: 11,6 m
- Vleugeloppervlak: 223,2 m²
- Leeggewicht: 41.786 kg
- Beladen gewicht: 86.184 kg
- Max take-off gewicht: ? kg
- Maximumsnelheid: 937 km/h
- Plafond: 13.100 m
- Bereik: 5.680 km
- Motoren: 4× Pratt & Whitney JT3 turbojets, met elk 44,5 kN stuwkracht.